# Armstrong Whitworth Atlas
Pour les articles homonymes, voir Atlas.
L'Armstrong Whitworth Atlas est un avion militaire de l'entre-deux-guerres britannique de type biplan conçu spécialement pour les missions de coopération terrestre. Premier appareil spécifiquement conçu pour ce rôle commandé par la RAF, il fut largement répandu dans les années 1920 et 1930, en particulier en raison de sa très grande stabilité à basse vitesse.

## Origine et développement

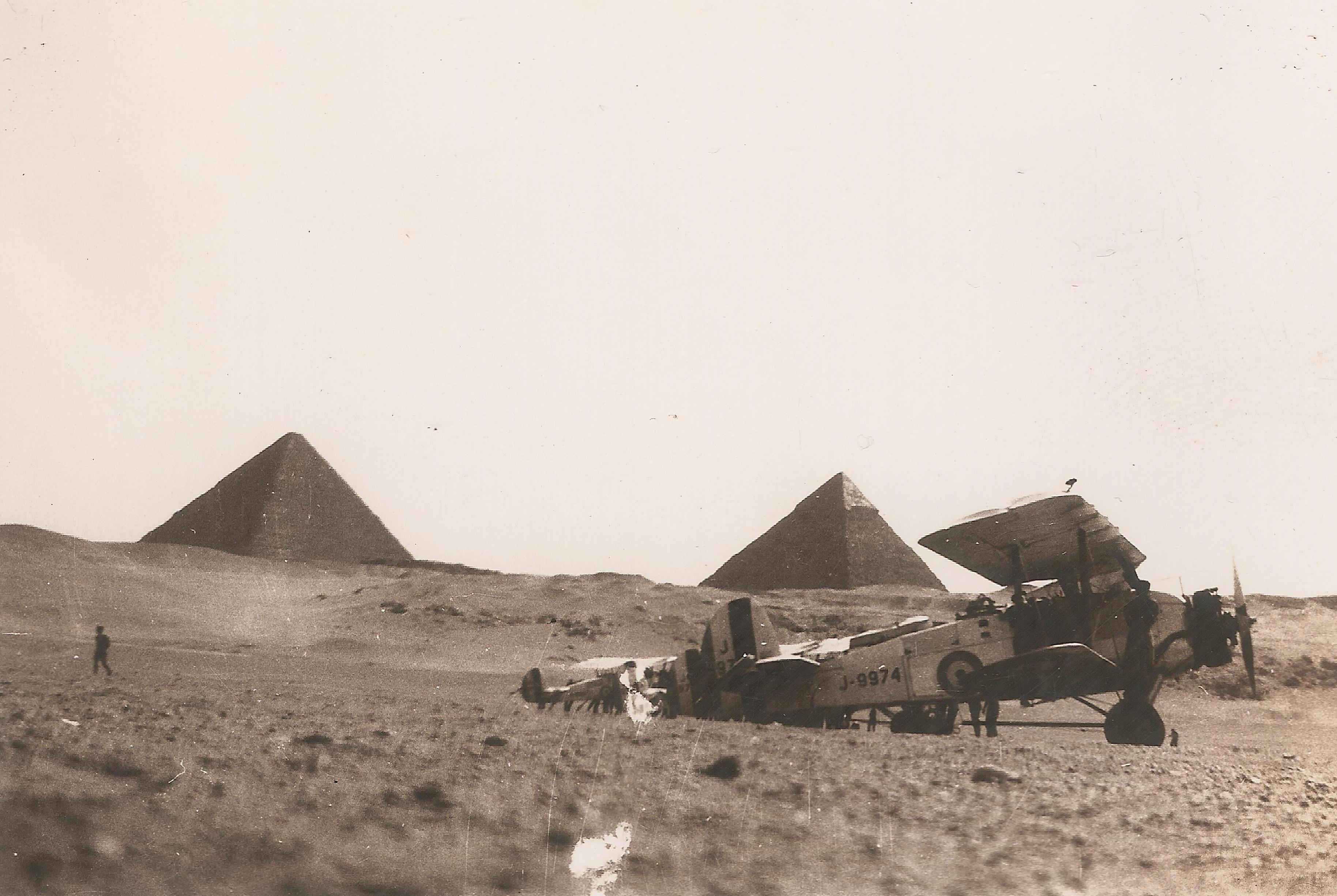
Armstrong Whitworth Atlas de l'escadron No 208 en Egypte (1932)

C’est pour répondre à un cahier des charges de la RAF (Spécification 20/25), destiné à pourvoir au remplacement des Airco DH.9A et Bristol Fighter, que le bureau d’études dirigé par John Lloyd entreprit le développement de cet appareil, concurrent des Bristol Boarhound (en), de Havilland Hyena (en), Vickers Vespa (en) et Short Chamois (en).
Construit sur fonds privés, le prototype [G-EBLK] se présentait comme un biplan à ailes inégales construit en tubes d’acier soudés entoilés. Sensiblement plus gros et plus lourd que le Armstrong Whitworth Siskin auquel il allait succéder sur les chaines de montage, il effectua son premier vol le 10 mai 1925. Remis à l’Aeroplane & Armament Experimental Establishment (A&AEE) de Martlesham Heath, il fut jugé supérieur en performances comme en qualités de vol à ses concurrents et commandé en série. Cependant les pilotes reprochaient au prototype de ne pouvoir glisser de façon franche sur l’aile et l’appareil retourna en atelier pour recevoir une nouvelle voilure, entièrement métallique, en flèche et avec un nouveau profil. Quand les essais reprirent on constata que non seulement l’appareil avait perdu ses bonnes qualités de vol, mais qu’il avait acquis une dangereuse tendance à décrocher. On enregistra un certain nombre d’accidents au décollage et à l’atterrissage durant les premiers mois suivant la mise en service de l’appareil, tandis que le bureau d’études de John Lloyd cherchait une solution : Modification du dièdre d’aile, de l’incidence du profil, installation d’ailerons au plan inférieur…. 
Tout rentra finalement dans l’ordre quand la flèche de voilure fut accrue et associée à des fentes automatiques de bord d’attaque au plan supérieur. 478 appareils (1 prototype, 460 Mk.I et 17 Mk.II ?) furent construits au total entre 1927 et 1933 sous plusieurs versions et appellations.

## Tous les modèles
- Atlas Mk.I : 271 appareils de coopération terrestre pour la RAF. Un moteur 14 cylindres en étoile Armstrong Siddeley Jaguar IVC de 450 ch
- Atlas Trainer : 175 appareils d'entraînement avancé en double commande pour la RAF.
- Atlas Mk.II : Ce modèle, après nettoyage aérodynamique, reçut un moteur Armstrong Siddeley Panther de 525 ch. Deux prototypes biplaces furent construits, mais la RAF préfèrera le Hawker Audax, lui-même dérivé du Hawker Hart. 15 exemplaires monoplaces destinés à la chasse furent vendus en Chine.
- Armstrong Whitworth Ajax : Biplace de bombardement directement dérivé de l'Atlas Mk.I, dont le premier vol fut enregistré au début de l’été 1925. 4 exemplaires seulement furent construits pour la RAF.
- A.W. 17 Aries : Un Atlas Mk.I [J9037] modifié pour en faciliter la maintenance. L’appareil se distinguait aussi par des dimensions hors-tout plus importantes et effectua son premier vol le 3 mai 1930.

## Utilisateurs
- Canada : En 1927 la RCAF acheta 5 Atlas Mk.I [16/19 et 111] et un Atlas Trainer [112] pour équiper le 2e escadron de coopération d’armée. Relevant de la Grande Dépression, le Canada fit l’acquisition en 1934 de 10 Mk.I des surplus de la RAF reconditionnés [406/415]. 16 appareils restaient en service au début de la Seconde Guerre mondiale. Montés sur flotteurs, ils furent utilisés pour des patrouilles côtières dans la baie de Fundy jusque fin octobre 1939 puis versés au No 118 (Coast Artillery Co-Operation) Sqdn jusqu’à remplacement par des Westland Lysander en 1941 seulement.
- République de Chine : 15 Atlas Mk.II furent vendus aux seigneurs de la guerre de la province chinoise du Guangxi. Les 6 premiers furent livrés en décembre 1932 après un court passage sur le registre civil britannique [G-ABRU/Z].
- Égypte :
- Espagne : 18 appareils des surplus de la RAF furent achetés par les Républicains, mais jamais livrés en application du Traité de non-intervention.
- Royaume-Uni : Un premier lot de 37 appareils fut commandé en 1927 et mis en service la même année aux No 13 et No 26 Squadrons de la RAF. Le No 16 Sqdn recevra ses premiers appareils un an plus tard, suivi des No 2 et 4 Squadrons. Après introduction des fentes automatiques l’Atlas se révéla une excellente machine de coopération terrestre, mission pour laquelle il pouvait recevoir 210 kg de bombes sous voilure ou un crochet sous fuselage permettant la récupération en vol de messages en vol. Il fut également employé Outre-Mer, le No 208 Sqdn, stationné à Heliopolis, en Égypte, remplaçant en 1930 ses Bristol Fighter par des Atlas. Le No 208 Sqdn fut aussi la dernière unité de coopération terrestre à utiliser l’Atlas, remplacé par le Hawker Audax en 1935.

Cet appareil fut aussi utilisé comme appareil de liaison et comme avion d'entraînement avancé, équipant le Collège militaire de Cranwell et les No 1, No 3 et No 5 Flying Training School de la RAF. L’Atlas Trainer céda sa place en 1935 au Hawker Hart Trainer. 
4 Atlas Trainer furent également utilisés sous immatriculation civile [G-ABDY, G-ABHV/W/X] par Air Service Training Ltd pour l’entrainement des aviateurs de réserve anglais. Ils furent passés au pilon en 1938.
- Grèce : 2 Atlas Mk.I furent achetés en Grande-Bretagne avec une licence de production, EAF produisant 10 appareils légèrement modifiés qui restèrent en service jusqu’en 1938.
- Japon :